# Drusa (gènere)
Drusa és un gènere monotípic, una planta herbàcia de la família de les Apiàcies. La seva única espècie és Drusa glandulosa. Es distribueix pel nord d'Àfrica i el sud de la península Ibèrica. Concretament és originària de la zona de boires de Cal Madow a Somàlia.
És una herba caducifòlia, amb tiges de fins a de 60 cm de longitud. Les fulles són oposades, d'ovades a orbiculars, 2-7 x 3-8 cm, més aviat lleugerament trilobades; pecíols de fins a 10 cm de longitud, amb pèls estrellats i gloquidis. Les inflorescències en umbel·les presenten d'1 a 5-flors, sobre peduncles de fins a 4 cm de llarg; falta l'involucre. Els pètals són blancs i per fora pubescents estrellats. Els fruits són sèssils o subsèssils, de 5 a 8 mm de longitud i amplitud, lleugerament cordats a la base, i essent les nervadures laterals.